# Erkki Aaltonen
Erkki Aaltonen (Hämeenlinna (Tavastehus), 17 augustus 1910 - 8 maart 1990) was een Fins violist en componist.  Hij studeerde aan het conservatorium te Helsinki.  Hij schreef orkestwerken en veel kamermuziek met strijkers maar ook pianowerken en liederen.
- Bibliothèque nationale de France: cb16768448g (data)
- Gemeinsame Normdatei: 143256564
- International Standard Name Identifier: 0000 0001 1336 1321
- MusicBrainz: 18f1ba59-9f8c-4d78-b732-08145521c335
- Système universitaire de documentation: 252407202
- Virtual International Authority File: 165541420
- WorldCat: E39PBJth9QV8yJGdCmwJx9c773